# Râul Bradul Înalt
Râul Bradul Înalt este un afluent al râului Valea Cheii.  

## Hărți
- Harta Județului Brașov
- Harta Munților Bucegi  Arhivat în 28 mai 2008, la Wayback Machine.
- Harta Munților Postăvaru  Arhivat în 3 august 2008, la Wayback Machine.